# Agustina Otero Fernández
Agustina Otero Fernández (San Adrián del Valle, León, 1960) es una artista y escultora española.

## Biografía
Agustina Otero se formó en la Escuela Massana. En 1984 se trasladó a Florencia, Italia, donde continuó con su formación artística. En ese entonces trabajó especialmente con el mármol y la fundición de bronce y moldes.
En 1994 recibió una beca de la Diputación de Guipúzcoa y tres años después una Beca del Ministerio de Asuntos Exteriores, además de las Ayudas del Gobierno Vasco y de la Diputación de Guipúzcoa. Junto con el artista Leopoldo Ferrán, se radicó primero en Fuenterrabía (Guipúzcoa) y después en Ituren (Navarra), en la montaña Mendaur, donde ambos trabajaron en una obra escultórico-arquitectónica.
Colaboró en la ampliación del Museo de San Telmo (San Sebastián, España, 2005-2011), el edificio presenta «una piel metálica envuelta en liquen y musgo», proyecto de los arquitectos Fuensanta Nieto y Enrique Sobejano; y en la que Agustina trabajó junto a Leopoldo Ferrán.
Durante su trayectoria como artista ha realizado exposiciones individuales y colectivas en diversos países de Europa como Italia, España, Bélgica, Francia y Países Bajos.

## Exposiciones
- Morar. Galería pamplonesa Moisés Pérez de Albéniz. Feria Arco. Bienal de Ginebra. Museo Zuloaga.[6]
- La torre herida por el rayo. Museo Guggenheim Bilbao.[6]
- Lo Real Maravilloso. Museo de Arte Contemporáneo de Tokio y Museo de Arte Contemporáneo de Castilla y León.[7]
- San Sebastián-De lo Sagrado y lo Profano, Jai Alai, La pelota vasca y el arte y H2O, sólido, líquido, gaseoso. Sala Kubo-kutxa.[7]
- Figuraciones en el museo. Museo de Navarra.[7]
- Amar, pensar y resistir. Museo de Arte Contemporáneo del País Vasco-Artium Museoa.[7]
- El horizonte del círculo. Fundación Museo Jorge Oteiza y El polvorín de la ciudadela de Pamplona.[8][9]
- Otras exposiciones en la Fundación Joan Miró.[6]

## Obras
- Trente-six sphères tendues pour une église: Leopoldo Ferrán - Agustina Otero : Chapelle Saint-Louis, Hôpital de la pitié-salpêtrière. Paris. ISBN 84-607-0687-7.[10]
- Cartografía para el corredor de un delta sin mar: Leopoldo Ferrán-Agustina Otero.[11]
- Tutto sono isole: Leopoldo Ferrán, Agustina Otero.[11]
- De peregrinos y naúfragos: Leopoldo Ferrán, Agustina Otero.[12]
- Leopoldo Ferrán, Agustina Otero : Zaragoza - febrero-marzo de 2003.[13]
- Zirtaka - crepitar: Leopoldo Ferrán, Agustina Otero: erakusketa - exposición 28 de octubre-17 de enero de 2004.[12]